# Esteban Fernando González
Esteban Fernando González Sánchez (nacido el 14 de enero de 1962 en Buenos Aires) es un exfutbolista argentino surgido de las canteras del Club Ferro Carril Oeste. Ganó la liga argentina con tres equipos diferentes y también jugó con la Selección Argentina en partido amistoso año 1991 frente a Resto del Mundo el día 29 de octubre de 1991 partido no computable para la FIFA.  

## Trayectoria
El Gallego González debutó en Primera División el 11 de abril de 1982 en el Torneo Nacional de 1982, que Ferro obtuvo igual que el de 1984. Tuvo un grave accidente de tráfico en ese año, sufriendo dislocaciones, fractura craneal y múltiples huesos rotos, lo que puso su carrera futbolística en peligro. A pesar de la gravedad de sus lesiones, volvió a tener buena forma y continuó su carrera con Ferro. 
Abandonó el club en 1987, habiendo disputado un total de 140 partidos con 43 goles. Es el máximo goleador de Ferro en partidos internacionales.
En 1987 jugó con el Deportivo Español. En 1988 marchó a España para jugar en el CD Málaga pero regresó a Argentina sólo una temporada después para jugar en el Club Atlético Vélez Sarsfield. 
En su segunda temporada (1990-91) con Vélez Sarsfield, marcó 18 goles convirtiéndose en el máximo goleador de la Primera División Argentina. González ayudó a Vélez a ganar el Clausura de 1993, después de 25 años. Posteriormente con Vélez Sarsfield lograría la Copa Libertadores 1994, aunque sin mayor participación, integró el plantel hasta la instancia de octavos de final de la copa. Con "El Fortín" disputó 100 partidos y convirtió 48 goles.
En 1994, Esteban González fichó por San Lorenzo de Almagro, formó parte del equipo que logró el campeonato Clausura de 1995, el cual se ganó gracias a un gol convertido por el Gallego ante 30.000 hinchas de San Lorenzo que viajaron a Rosario para ver la infartante definición que consagró finalmente campeón al club de Boedo luego de una importante sequía de títulos. Posteriormente pasó a jugar con Quilmes en la Primera B Nacional hasta su retirada.
Después de su retirada, Esteban González fue mánager asistente de Oscar Ruggeri en San Lorenzo, antes de convertirse en un agente de futbolistas. En 2006 tomó parte en un Reality.
En 2011, con el Pampa Biaggio como ayudante, dirigió al primer equipo de San Lorenzo en la victoria 2-1 ante Villa Dalmine por Copa Argentina. Fue un interinato entre la salida de Asad y la llegada de Madelón.

## Clubes

### Como jugador
| Club               | País      | Año       |
| ------------------ | --------- | --------- |
| Ferro Carril Oeste | Argentina | 1982-1987 |
| Deportivo Español  | Argentina | 1987-1988 |
| CD Málaga          | España    | 1988-1989 |
| Vélez Sársfield    | Argentina | 1990-1994 |
| San Lorenzo        | Argentina | 1994-1996 |
| Quilmes            | Argentina | 1996-1997 |

### Como entrenador
| Club        | País      | Año  | partidos |
| ----------- | --------- | ---- | -------- |
| San Lorenzo | Argentina | 2011 | 1        |

## Palmarés

### Campeonatos nacionales
| Título           | Club               | País      | Año    |
| ---------------- | ------------------ | --------- | ------ |
| Primera División | Ferro Carril Oeste | Argentina | N-1982 |
| Primera División | Ferro Carril Oeste | Argentina | N-1984 |
| Primera División | Vélez Sarsfield    | Argentina | C-1993 |
| Primera División | San Lorenzo        | Argentina | C-1995 |

### Copas internacionales
| Título            | Club            | País      | Año  |
| ----------------- | --------------- | --------- | ---- |
| Copa Libertadores | Vélez Sarsfield | Argentina | 1994 |